# Grand magasin à Belgrade
Le Grand magasin (en serbe cyrillique : Робни магазин ; en serbe latin : Robni magazin) est situé à Belgrade, la capitale de la Serbie, dans la municipalité urbaine de Stari grad. Construit en 1907, il est inscrit sur la liste des biens culturels de la ville de Belgrade.

## Présentation
Le Grand magasin, situé 16 rue Kralja Petra, a été construit en 1907 sur des plans de l'ingénieur Viktor Azriel ; il constitue le premier magasin de cette sorte à Belgrade.
Caractéristique de l'Art nouveau, il dispose de plusieurs étages reliés entre eux, l'intérieur restant visible grâce aux galeries extérieures. Inspirée de l'Art nouveau, la façade principale est conçue comme un rideau de verre soutenu par des grilles en fer forgé et des piliers de marbre.